# Tyler, The Creator
Тайлер Ґреґорі Оконма (англ. Tyler Gregory Okonma; нар. 6 березня 1991), більш відомий під псевдонімом Tyler, The Creator — американський репер, музичний продюсер, кліпмейкер, актор, художник-оформлювач і модельєр з Лос-Анджелеса. Володар премії «Греммі» 2020 та 2022 років за найкращий реп-альбом.

## Біографія

### Рання стадія життя
Тайлер Оконма народився в Лос-Анджелесі, штат Каліфорнія. У Тайлера батько нігерієць, мати афроамериканка з білими канадським корінням. Тайлер стверджує, що ніколи не бачив свого батька. Свої перші роки життя Тайлер провів у Ladera Heights і Hawthorne на південному заході округу Лос-Анджелес. У віці семи років він почав робити обкладинки з альбомних коробок і створювати власні обкладинки для своїх придуманих альбомів, включаючи треклист з піснями, які ще не написав. У віці 14 років Оконма самостійно навчився грати на фортепіано. У всі свої 12 років навчання він змінив 12 різних шкіл в Лос-Анджелесі і в Сакраменто.

### Музична кар'єра
25 грудня 2009 Тайлер самостійно випустив дебютний альбом Bastard, який зайняв 32-е місце в списку найкращих релізів року, на думку редакції Pitchfork Media. 11 лютого 2011 Тайлер випустив відео на пісню «Yonkers» — перший сингл з його другого альбому Goblin, що вийшов 10 травня того ж року. Відеокліп привернув увагу кількох онлайнових ЗМІ і пізніше був номінований на премію MTV.
Третій альбом Тайлера Wolf вийшов 2 квітня 2013. Tyler, The Creator зайняв 9-е місце в рейтингу «25 найкращих реперів світу не старших 25-ти років», який склав журнал Complex.

## Особисте життя
Тайлер є завзятим скейтбордистом із 2002 року та колекціонує велосипеди BMX. Він атеїст. Тайлер хворий на астму.

### Сексуальна орієнтація
Тайлер був об’єктом спекуляцій щодо його орієнтації; і в текстах пісень, і в інтерв’ю багато прямих посилань на те, що він мав одностатеві стосунки або відчував потяг до людей своєї статі. У 2015 році в інтерв’ю журналу Rolling Stone він назвав себе «gay as fuck», і сказав: «Мої друзі так звикли до того, що я гей. Їм байдуже». У 2017 році під час інтерв’ю з Нойзі, Тайлер сказав, що до 15 років у нього вже був хлопець. В інтерв’ю Fantastic Man у 2018 році, обговорюючи текст пісні Flower Boy «I been kissing white boys since 2004»("Я цілував білих хлопців з 2004") та реакцію громадськості на неї, Тайлер сказав: «Це все ще така сліпа зона для людей, мені це подобається. Хоча мене вважають гучним, насправді я закрита людина, що є дивною дихотомією". Альбом “IGOR” багато хто інтерпретував як романтичні стосунки між Тайлером та закритим бісексуалом, тоді як пісня «Wilshire» альбому Call Me If You Get Lost містить текст «Я міг би трахнути трильйон сук у кожній країні, у якій був/Чоловіки чи жінки, не має значення, якщо я їх бачив, то я мав їх". Пісня «Sorry Not Sorry» з делюкс версії альбому також містить текст «Вибачте мене хлопці, яких я мусив ховати/Вибачте дівчата, яким мусів брехати», що стосується його приховування попередніх партнерів від публіки.

## Критика
Тайлер був підданий критиці за те, що він використовував гомофобні образи, зокрема, часто використовуючи слово faggot в текстах своїх пісень і на своїй сторінці в Твіттері. Він заперечує звинувачення в гомофобії, заявивши: «Я не гомофоб. Я просто кажу faggot і використовую слово gay як прикметник для опису тупого лайна». Також Тайлер пізніше сказав в інтерв'ю для MTV про образи: «Ну, у мене є фанати-геї, і мої висловлювання їх не ображають. І якщо вас все ж це зачіпає, то хай зачіпає. Якщо ви назвете мене ніґґером, то мені буде все одно, особисто мені. Деякі люди можуть сприйняти все по-різному; мені особисто все одно».
Тайлер також був розкритикований за його жінконенавистні тексти та графічні зображення, на яких були зображення насильства щодо жінок. Брент Ді Кресченца з журналу Time Out Chicago пише, що зґвалтування є «домінуючою темою» альбому Goblin. The Faden підрахували, що за 73 хвилини, з яких складається альбом Goblin, близько 68 разів прозвучало слово bitch. Канадський поп-дует Tegan and Sara критикували образи Тайлера в його Твіттері, на що той відповів: «Якщо Тіган і Сара потребують здорового члена — кличте!»

## Дискографія

### Студійні альбоми
- Goblin (2011)
- Wolf (2013)
- Cherry Bomb (2015)
- Flower Boy (2017)
- Igor (2019)
- Call Me If You Get Lost (2021)
- Chromakopia (2024)

## Фільмографія

### Як режисер

#### Відеокліпи
| Рік  | Пісня               | Артист                                           | Примітки                                          |
| ---- | ------------------- | ------------------------------------------------ | ------------------------------------------------- |
| 2010 | «Bastard»           | Tyler, The Creator                               | В титрах як Wolf Haley Співрежисер — Taco Bennett |
| 2010 | «French!»           | Tyler, The Creator, Hodgy Beats                  | В титрах як Wolf Haley Співрежисер — Taco Bennett |
| 2010 | «VCR/Wheels»        | Tyler, The Creator                               | В титрах як Wolf Haley Співрежисер — Taco Bennett |
| 2011 | «Yonkers»           | Tyler, The Creator                               | В титрах як Wolf Haley                            |
| 2011 | «She»               | Tyler, The Creator, Френк Оушен                  | В титрах як Wolf Haley                            |
| 2011 | «Bitch Suck Dick»   | Tyler, The Creator, Jasper Dolphin, Taco         | В титрах як Wolf Haley                            |
| 2012 | «Rella»             | Hodgy Beats, Domo Genesis & Tyler, The Creator   | В титрах як Wolf Haley                            |
| 2012 | «NY (Ned Flander)»  | Hodgy Beats & Tyler, The Creator                 | В титрах як Wolf Haley                            |
| 2012 | «Sam (Is Dead)»     | Domo Genesis & Tyler, The Creator                | В титрах як Wolf Haley                            |
| 2012 | «F.E.B.N.»          | Trash Talk                                       | В титрах як Wolf Haley                            |
| 2013 | «Domo 23/Bimmer»    | Tyler, The Creator                               | В титрах як Wolf Haley                            |
| 2013 | «Whoa»              | Ерл Світшот, Tyler, The Creator                  | В титрах як Wolf Haley                            |
| 2013 | «IFHY/Jamba»        | Tyler, The Creator, Фаррелл Вільямс, Hodgy Beats | В титрах як Wolf Haley                            |
| 2013 | «Tamale/Answer»     | Tyler, The Creator, Фаррелл Вільямс, Hodgy Beats | В титрах як Wolf Haley                            |
| 2013 | «Glowing»           | D. A. Wallach                                    | В титрах як Wolf Haley                            |
| 2015 | «Fucking Young»     | Tyler, The Creator                               | В титрах як Wolf Haley                            |
| 2016 | «Buffalo»           | Tyler, The Creator                               | В титрах як Wolf Haley                            |
| 2016 | «Perfect»           | Tyler, The Creator, Kali Uchis, Austin Feinstein | В титрах як Wolf Haley                            |
| 2017 | «Who Dat Boy»       | Tyler, The Creator, ASAP Rocky                   | В титрах як Wolf Haley                            |
| 2017 | «911 / Mr. Lonely»  | Tyler, The Creator, Френк Оушен                  | В титрах як Wolf Haley                            |
| 2018 | «Okra»              | Tyler, The Creator                               | В титрах як Wolf Haley                            |
| 2018 | «See You Again»     | Tyler, The Creator, Kali Uchis                   | В титрах як Wolf Haley                            |
| 2019 | «EARFQUAKE»         | Tyler, The Creator, Playboi Carti                | В титрах як Wolf Haley                            |
| 2019 | «A BOY IS A GUN*»   | Tyler, The Creator                               | В титрах як Wolf Haley                            |
| 2019 | «I THINK»           | Tyler, The Creator                               | В титрах як Wolf Haley                            |
| 2019 | «BEST INTEREST»     | Tyler, The Creator                               | В титрах як Wolf Haley                            |
| 2021 | «LUMBERJACK»        | Tyler, The Creator                               | В титрах як Wolf Haley                            |
| 2021 | «WUSYANAME»         | Tyler, The Creator                               | В титрах як Wolf Haley                            |
| 2021 | «JUGGERNAUT»        | Tyler, The Creator, Lil Uzi Vert                 | В титрах як Wolf Haley                            |
| 2021 | «CORSO»             | Tyler, The Creator                               | В титрах як Wolf Haley                            |
| 2021 | «LEMONHEAD»         | Tyler, The Creator                               | В титрах як Wolf Haley                            |
| 2022 | «Come On, Let's Go» | Tyler, The Creator, Nigo                         | В титрах як Tyler Okonma                          |